# Johannes Hengeveld
Johannes Hendrikus Hengeveld (ur. 24 grudnia 1894 w Arnhemie, zm. 4 maja 1961 tamże) – holenderski przeciągacz liny, wicemistrz olimpijski.
Hengeveld startował na Letnich Igrzyskach Olimpijskich 1920 w Antwerpii. Podczas tych igrzysk sportowiec wraz z holenderską reprezentacją zdobył srebrny medal w przeciąganiu liny (był to ostatni oficjalny turniej w tej dyscyplinie na igrzyskach olimpijskich). Z kolegami wygrał spotkanie półfinałowe z Włochami (2–0) i awansował do finału. Tam Holendrzy przegrali 0–2 z Brytyjczykami, jednak czekał ich jeszcze mecz o drugie miejsce. Wygrali w nim 2–0 z belgijskimi przeciągaczami i zdobyli srebro olimpijskie.
Była to jedyna konkurencja olimpijska, w której startował Hengeveld.